# Center for Biological Diversity
Le Center for Biological Diversity est une organisation non gouvernementale américaine œuvrant à la protection des espèces menacées, créée en 1989. Son siège est situé à Tucson dans l'État de l'Arizona.

## Historique
L'association est créée en 1989 par Kierán Suckling, Peter Galvin et Todd Schulke, lorsqu'ils estiment qu'une opération de déboisement, autorisée par les services forestiers locaux, doit avoir lieu dans la forêt nationale de Gila où la Chouette tachetée du Mexique est très présente.
En 2014, le Center for Biological Diversity compte plus de 900 000 adhérents selon son rapport annuel.

## Missions et actions
L'ONG a pour but de protéger la biodiversité, notamment en œuvrant pour la protection des espèces menacées,. Ses actions consistent en des pétitions, du lobbying, des actions de sensibilisation et de nombreuses actions en justice menées à l'aide de plusieurs dizaines d'avocats.